# Хајгров (Калифорнија)
Хајгров (енгл. Highgrove) насељено је место без административног статуса у америчкој савезној држави Калифорнија.

## Демографија
По попису из 2010. године број становника је 3.988, што је 543 (15,8%) становника више него 2000. године.
| Група             | 2000.         | 2010.         |
| Белци             | 1.191 (34,6%) | 1.075 (27,0%) |
| Афроамериканци    | 148 (4,3%)    | 162 (4,1%)    |
| Азијати           | 82 (2,4%)     | 113 (2,8%)    |
| Хиспаноамериканци | 1.952 (56,7%) | 2.604 (65,3%) |
| Укупно            | 3.445         | 3.988         |